# Stanisław Huberman
Stanisław Huberman pseud. Wrzos, Braun, Gwiazdowski, Lubelski (ur. 8 sierpnia 1897 w Zahlendorf pod Berlinem, zm. 6 listopada 1936 pod Moskwą) – działacz polskiego i międzynarodowego ruchu komunistycznego.

## Życiorys
Syn Jakuba i Aleksandry z Goldmanów, brat wybitnego skrzypka Bronisława. Po ukończeniu zamojskiego gimnazjum studiował na Politechnice Warszawskiej. Od maja 1916 członek SDKPiL. W 1917 zamieszkał w Niemczech, gdzie studiował górnictwo i wstąpił do Spartakusbundu. Współpracował m.in. z Różą Luksemburg i Karlem Liebknechtem. Sekretarz grupy SDKPiL w Niemczech i sekcji polskiej KPD, uczestnik zjazdów KPD w Heidelbergu i Berlinie 1919 i 1920 oraz I Kongresu Komunistycznej Międzynarodówki Młodzieży w Berlinie 1919. Od 1920 członek KPA, kierownik polskiej organizacji komunistycznej w Wiedniu, agitator Związku Komunistycznej Młodzieży Austrii, uczestnik kilku zjazdów KPA 1920–1925, od 1920 członek WKP(b). 1926 wstąpił do KPP, aresztowany za działalność komunistyczną. Członek Komitetu Okręgowego (KO) KPP w Łodzi, zastępca członka, a następnie członek Komitetu Centralnego KPP, Sekretariatu Krajowego KC KPP i członek Sekretariatu KC KPZU. Uczestnik IV, V i VI Zjazdu KPP. Od 1932 w Moskwie, gdzie kierował bałkańską sekcją Czerwonej Międzynarodówki Związków Zawodowych. Uczestnik 2-letnich kursów przy WCIK. Członek zarządu zakładów naprawczych taboru kolejowego w Wielkich Łukach. Zginął w katastrofie lotniczej.